# 鳥取大学医療技術短期大学部
鳥取大学医療技術短期大学部（とっとりだいがくいりょうぎじゅつたんきだいがくぶ、英語: Tottori University College of Medical Care Technology）は、鳥取県米子市西町133-2に本部を置いていた国立短期大学である。1975年に設置され、2002年に廃止された。大学の略称は鳥大医短。

## 概要

### 大学全体
- 鳥取県米子市に所在した日本の国立短期大学で、併設元は鳥取大学医学部。
- 当初は学科数1、入学定員40名体制[2]で1975年に開学[注 1]。1976年度入学生より2学科体制となる。
- 1999年度の入学生を最後に[注釈 1]、2002年に短期大学としての使命を終える[7]。

### 教育および研究
- 鳥取大学医療技術短期大学部は、臨床実習の場として医学部附属病院が活用された。

### 学風および特色
- 鳥取大学医療技術短期大学部は鳥取大学医学部に併設されていた関係上、両者同士の交流が深い。
- 教員は医学部との兼任者が多かった。

## 沿革
看護学専攻紹介より一部引用
- 1925年4月 財団法人米子病院看護婦・産婆養成所が開校。
- 1943年4月 財団法人米子病院看護婦学校に改称。
- 1946年6月 米子医学専門学校附属病院看護婦養成所と改称。
- 1948年
  - 4月 米子医科大学附属医院甲種看護婦養成所と改称。
  - 12月 厚生女学部が甲種看護学校として承認。
- 1951年
  - 2月 鳥取大学米子医科大学厚生女学部が認可。
  - 4月 鳥取大学医学部附属看護学校と改称。
- 1975年
  - 4月22日 鳥取大学医療技術短期大学部が以下の学科体制にて開学する[2]。
    - 看護科

  - 5月1日 学生数[8]/定員
    - 看護科 女50/40
- 1976年
  - 4月1日 衛生技術学科[注 3]を増設[2]。看護科を看護学科に変更[2]。
  - 5月1日 学生数[9]/定員
    - 看護学科 女109/80
    - 衛生技術学科  38[注 4]
- 1978年4月1日 看護学科に男子学生が初めて入学する[注 5]。
- 1999年
  - 4月1日 この年度をもって学生募集を終了とする[注釈 1]。
  - 5月1日 学生数[11]/定員
    - 看護学科 243[注 6]/240
    - 衛生技術学科 121[注 7]/120
- 2002年3月31日 - 正式に廃止される[7]。

## 基礎データ

### 所在地
- 鳥取県米子市西町133-2

### 象徴
- 鳥取大学医療技術短期大学部のカレッジマークは、鳥取大学と同様空を飛ぶ鳥をイメージしたもの。

## 教育および研究

### 組織

#### 学科[注 8]
- 看護学科 入学定員80名
- 衛生技術学科 入学定員40名

#### 専攻科
- なし

#### 別科
- なし

#### 取得資格について
- 受験資格
  - 看護師：看護学科
  - 臨床検査技師：衛生技術学科

### 研究
- 『鳥取大学医療技術短期大学部紀要』[13]。
- 『鳥取大学医療技術短期大学部研究報告』[14]ほか。

## 施設

### キャンパス
- キャンパスは、米子市内にある鳥取大学医学部内に置かれていた[15]。

## 対外関係

### 系列校
- 鳥取大学

## 卒業後の進路について

### 就職について
- 鳥取大学医学部附属病院ほか医療機関への就職者が大半となっていた。衛生技術学科では、製薬会社への就職者もいたものとみられる。

## 関連サイト
- 鳥取大学